# Teatr Wojska Polskiego
Teatr Wojska Polskiego – polski teatr o rodowodzie frontowym, utworzony w roku 1943 w ZSRR. Działał do 31 sierpnia 1949.  Kierowany przez Związek Patriotów Polskich przy armii polskiej w ZSRR, a następnie w Wojsku Polskim, gdzie podlegał Głównemu Zarządowi Politycznemu Wojska Polskiego.

## Teatr Żołnierza 1 Korpusu Polskich Sił Zbrojnych w ZSRR
Teatr Żołnierza został powołany rozkazem nr 4 z 1 czerwca 1943 w Sielcach nad Oką przy Polskich Siłach Zbrojnych jako Teatr 1 Dywizji Piechoty im. Tadeusza Kościuszki. Rozkaz podpisali płk Zygmunt Berling i mjr Włodzimierz Sokorski. W zamierzeniu Leona Pasternaka i kierownictwa ZPP w ZSRR miał być propagandową instytucją Polskiej Partii Robotniczej. 
Dekretem Państwowego Komisariatu Obrony ZSRR z 10 sierpnia 1943 sformowano 1 Korpus Polskich Sił Zbrojnych w ZSRR. Na dyrektora teatru powołano kpt. Władysława Krasnowieckiego. Kierownictwem literackim zajmowali się ppor. Leon Pasternak i Adam Ważyk. W pierwszym składzie zespołu teatralnego znaleźli się m.in.: ppor Marian Nowicki, kpr. pchor. Jan Hollender, Juliusz Przybylski, Sabina Chromińska, Halina Billing-Wohl, Ryszarda Hanin. 
Z dniem 16 marca 1944 przemianowano teatr na Teatr 1 Armii Wojska Polskiego. 
Dyrektorem został awansowany na majora Władysław Krasnowiecki. 
21 lipca 1944 dekretem Krajowej Rady Narodowej połączono 1 Armię Polska w ZSRR i Armią Ludową. Teatr zmienił nazwę na Teatr Wojska Polskiego.

## Teatr w Lublinie
1 sierpnia 1944 1 Armia WP zajęła Lublin. Proklamowano Dekret o powołaniu PKWN.  20 października 1944  zawarto umowę pomiędzy resortem Obrony Narodowej PKWN reprezentowanym przez gen. broni Rolę-Żymierskiego, gen. bryg. Bolesław Zarako-Zarakowskiego i szefa Głównego Zarządu Polityczno-Wychowawczego WP płk. Wiktora Grosza, a resortem Kultury i Sztuki PKWN reprezentowanym przez ministra Wincentego Rzymowskiego. Od tej chwili skład zespołu aktorskiego teatru był zatwierdzany nie tylko przez GZPWP, ale i przez Resort Kultury i Sztuki. 

## Teatr w Łodzi
20 stycznia 1945 1 Armia wkroczyła do Łodzi. 26 stycznia przyjechał zespół teatralny i zajął dawniejszy budynek teatru miejskiego przy ul. Cegielnianej. 
13 lutego 1945 powołano łódzki oddział Związku Literatów Polskich, którego przewodniczącą została Zofia Nałkowska, a wiceprzewodniczącym Jan Brzechwa. ZLP współpracował z Radą Artystyczną TWP w zakresie repertuaru. Do Łodzi zaczęli ściągać artyści i literaci, m.in. Artur Sandauer, Aleksander Ford, Jan Kott i Leon Schiller.
Henryk Szletyński próbował otworzyć w Łodzi Teatr Polski (niezależny od wojska). Uniemożliwiła to interwencja kapitana Ważyka w GZPWP i u płk. Ignacego Logi-Sowińskiego.
W Łodzi powołano Radę Artystyczną Teatru WP, w skład której weszli: mjr Krasnowiecki, Aleksander Zelwerowicz, kpt. Adam Ważyk, Seweryna Broniszówna, Janina Romanówna, Stanisław Daczyński, Jacek Woszczerowicz, Jan Kreczmar, Marian Meller, Marian Wyrzykowski, Dobiesław Damięcki. 
Od roku 1946 Schiller pełnił funkcję doradczą przy teatrze, a po ustąpieniu Władysława Krasnowieckiego (Krasnowiecki objął dyrekcję Teatru Narodowego w Warszawie) objął formalnie dyrekcję Teatru Wojska Polskiego. Leon Schiller był rektorem (w latach 1946-1949) Państwowej Wyższej Szkoły Teatralnej w Łodzi. Uczelnia od samego początku współpracowała z Teatrem Wojska Polskiego. Studenci aktorstwa debiutowali i zdawali egzaminy praktyczne właśnie na deskach tego teatru. Część studentów i absolwentów Szkoły Schillera powołała w r. 1949 nową scenę teatralną w Łodzi (o mocno ideowym, propagandowym wówczas wydźwięku) – Teatr Nowy w Łodzi, część natomiast w roku 1949 wyjechała wraz z Teatrem Wojska Polskiego i Leonem Schillerem do Warszawy, gdzie znalazła angaż dzięki Schillerowi m.in. w Teatrze Narodowym. 
Z działalnością teatru związane były także Domy Żołnierza w Poznaniu, Warszawie, Łodzi (w których m.in. odbywały się występy teatralne). Teatr WP przemieszczał się wraz z frontem (I Armią) wystawiając spektakle o charakterze propagandowym w wyzwalanych miastach i angażując nowe osoby do zespołu teatralnego i obsługi przedstawień. 
Zobacz też:
- Reprezentacyjny Zespół Artystyczny Wojska Polskiego
- Główny Zarząd Polityczny Wojska Polskiego